# Barrio de San Pedro Tepepa
Barrio de San Pedro Tepepa är en ort i Mexiko.   Den ligger i kommunen Tlaquilpa och delstaten Veracruz, i den sydöstra delen av landet, 230 km öster om huvudstaden Mexico City. Barrio de San Pedro Tepepa ligger 2 472 meter över havet och antalet invånare är 184.
Terrängen runt Barrio de San Pedro Tepepa är huvudsakligen kuperad, men österut är den bergig. Runt Barrio de San Pedro Tepepa är det ganska tätbefolkat, med 93 invånare per kvadratkilometer. Närmaste större samhälle är Xoxocotla, 4,8 km nordväst om Barrio de San Pedro Tepepa. Omgivningarna runt Barrio de San Pedro Tepepa är en mosaik av jordbruksmark och naturlig växtlighet.